# Charis Alexiou

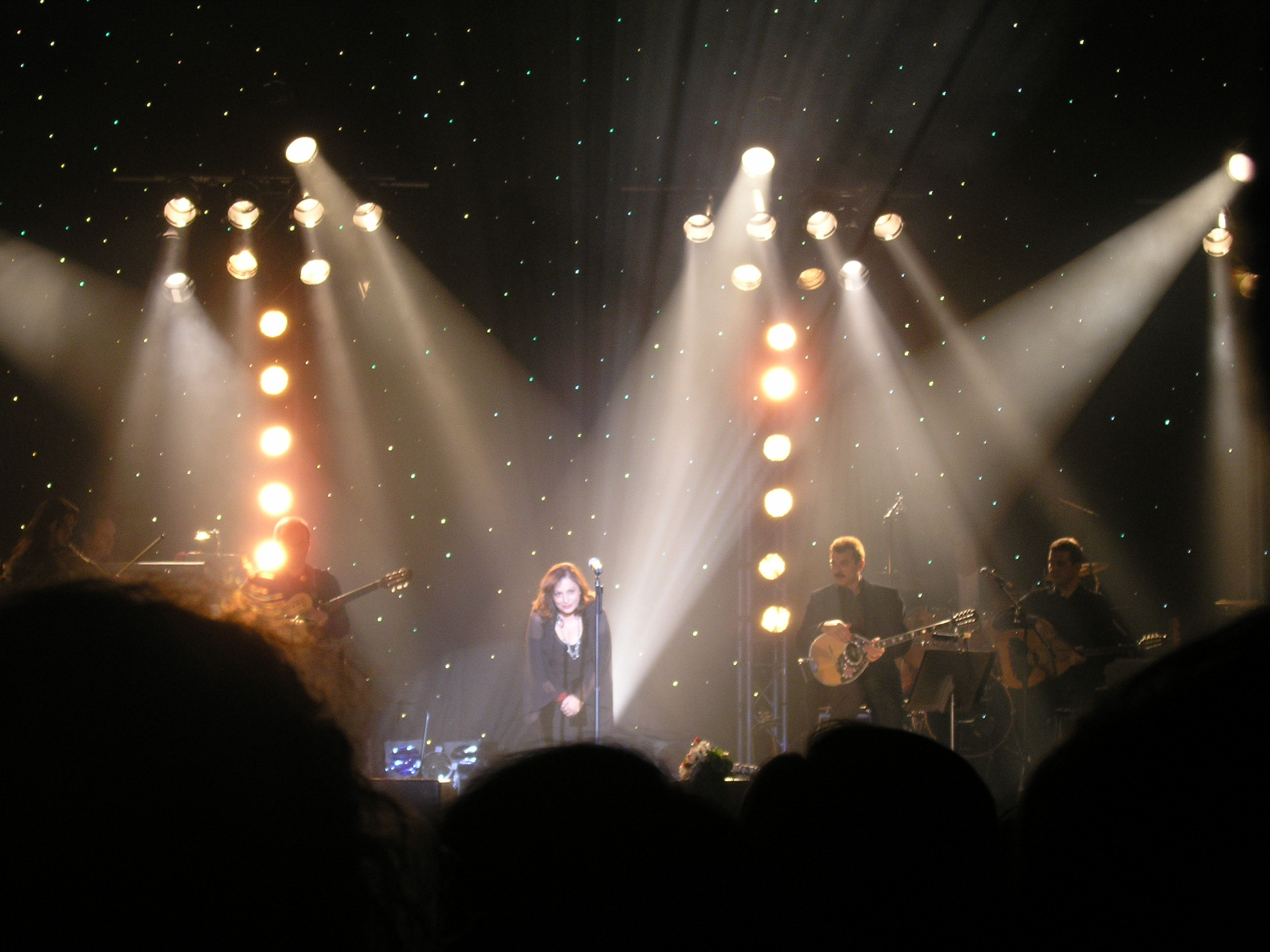
Charis Alexiou tijdens een concert in berlijn 2006

Charis Alexiou, pseudoniem van Chariklia Roupaka (Grieks: Χάρις Αλεξίου) (Thebe, 27 december 1950) is een Griekse zangeres.
Alexiou verwierf haar eerste roem in Griekenland toen ze in 1972 zong op het album Mikra Asia (Klein-Azië) van de populaire zanger George Dalaras. In de jaren erna breidde Alexiou haar repertoire snel uit. Ze zingt zowel traditioneel Griekse (laika) muziek als door de popmuziek en andere wereldmuziekstijlen geïnspireerde nummers. Ze werkte samen met componisten als Thanos Mikroutsikos en Manos Hadjidakis, maar voerde ook nummers uit van Jacques Brel.
Alexious nummer dat internationaal het bekendst werd is mogelijk To Tango Tis Nefelis (Nefeli's tango) uit 1996, op muziek van de Canadese Loreena McKennitt. Alexiou heeft over de hele wereld opgetreden.